# Bairiki National Stadium
Das Bairiki National Stadium, offiziell Reuben Kiraua Uatioa Stadium, im kiribatischen Bairiki bietet Platz für 2500 Zuschauer.
Das Stadion ist nominell die Heimspielstätte der kiribatischen Fußballauswahl. Gleichwohl wurde hier noch nie eine internationale Begegnung ausgetragen, da die Oberfläche des Spielfeldes internationalen Anforderungen nicht gerecht wird. Dass über weite Strecken statt Rasen nur Sand vorhanden ist, verhindert bislang auch eine Aufnahme Kiribatis in die FIFA.